# Wereldkampioenschap superbike van Assen 2011
Het wereldkampioenschap superbike van Assen 2011 was de derde ronde van het wereldkampioenschap superbike en het wereldkampioenschap Supersport 2011. De races werden verreden op 17 april 2011 op het TT-Circuit Assen nabij Assen, Nederland.

## Superbike

### Race 1
| Pos | Nr  | Rijder           | Constructeur | Rondes | Tijd        | Grid | Punten |
| --- | --- | ---------------- | ------------ | ------ | ----------- | ---- | ------ |
| 1   | 4   | Jonathan Rea     | Honda        | 22     | 35:46.486   | 5    | 25     |
| 2   | 1   | Max Biaggi       | Aprilia      | 22     | +0.739      | 6    | 20     |
| 3   | 7   | Carlos Checa     | Ducati       | 22     | +3.572      | 1    | 16     |
| 4   | 33  | Marco Melandri   | Yamaha       | 22     | +9.508      | 8    | 13     |
| 5   | 84  | Michel Fabrizio  | Suzuki       | 22     | +9.892      | 13   | 11     |
| 6   | 11  | Troy Corser      | BMW          | 22     | +11.120     | 10   | 10     |
| 7   | 58  | Eugene Laverty   | Yamaha       | 22     | +15.235     | 3    | 9      |
| 8   | 111 | Rubén Xaus       | Honda        | 22     | +30.081     | 14   | 8      |
| 9   | 86  | Ayrton Badovini  | BMW          | 22     | +32.071     | 16   | 7      |
| 10  | 8   | Mark Aitchison   | Kawasaki     | 22     | +35.000     | 21   | 6      |
| 11  | 17  | Joan Lascorz     | Kawasaki     | 22     | +43.287     | 11   | 5      |
| 12  | 91  | Leon Haslam      | BMW          | 22     | +45.289     | 12   | 4      |
| 13  | 37  | Barry Veneman    | BMW          | 22     | +45.298     | 19   | 3      |
| 14  | 66  | Tom Sykes        | Kawasaki     | 22     | +50.764     | 7    | 2      |
| DNF | 96  | Jakub Smrž       | Ducati       | 18     | Ongeluk     | 2    |        |
| DNF | 50  | Sylvain Guintoli | Ducati       | 18     | Ongeluk     | 15   |        |
| DNF | 2   | Leon Camier      | Aprilia      | 17     | Uitgevallen | 9    |        |
| DNF | 121 | Maxime Berger    | Ducati       | 10     | Uitgevallen | 17   |        |
| DNF | 77  | Chris Vermeulen  | Kawasaki     | 8      | Uitgevallen | 18   |        |
| DNF | 41  | Noriyuki Haga    | Aprilia      | 6      | Uitgevallen | 4    |        |
| DNF | 44  | Roberto Rolfo    | Kawasaki     | 3      | Ongeluk     | 20   |        |

### Race 2
| Pos | Nr  | Rijder           | Constructeur | Rondes | Tijd         | Grid | Punten |
| --- | --- | ---------------- | ------------ | ------ | ------------ | ---- | ------ |
| 1   | 7   | Carlos Checa     | Ducati       | 22     | 35:38.693    | 1    | 25     |
| 2   | 1   | Max Biaggi       | Aprilia      | 22     | +0.524       | 6    | 20     |
| 3   | 4   | Jonathan Rea     | Honda        | 22     | +3.584       | 5    | 16     |
| 4   | 2   | Leon Camier      | Aprilia      | 22     | +5.913       | 9    | 13     |
| 5   | 91  | Leon Haslam      | BMW          | 22     | +16.916      | 12   | 11     |
| 6   | 58  | Eugene Laverty   | Yamaha       | 22     | +17.375      | 3    | 10     |
| 7   | 84  | Michel Fabrizio  | Suzuki       | 22     | +17.740      | 13   | 9      |
| 8   | 41  | Noriyuki Haga    | Aprilia      | 22     | +18.329      | 4    | 8      |
| 9   | 96  | Jakub Smrž       | Ducati       | 22     | +18.378      | 2    | 7      |
| 10  | 50  | Sylvain Guintoli | Ducati       | 22     | +18.404      | 15   | 6      |
| 11  | 66  | Tom Sykes        | Kawasaki     | 22     | +26.284      | 7    | 5      |
| 12  | 17  | Joan Lascorz     | Kawasaki     | 22     | +27.053      | 11   | 4      |
| 13  | 121 | Maxime Berger    | Ducati       | 22     | +38.614      | 17   | 3      |
| 14  | 111 | Rubén Xaus       | Honda        | 22     | +40.824      | 14   | 2      |
| 15  | 86  | Ayrton Badovini  | BMW          | 22     | +40.953      | 16   | 1      |
| 16  | 44  | Roberto Rolfo    | Kawasaki     | 22     | +40.982      | 20   |        |
| 17  | 37  | Barry Veneman    | BMW          | 22     | +45.423      | 19   |        |
| 18  | 8   | Mark Aitchison   | Kawasaki     | 19     | +3 ronden    | 21   |        |
| DNF | 33  | Marco Melandri   | Yamaha       | 16     | Ongeluk      | 8    |        |
| DNF | 11  | Troy Corser      | BMW          | 7      | Ongeluk      | 10   |        |
| DNS | 77  | Chris Vermeulen  | Kawasaki     | 0      | Niet gestart | 18   |        |

## Supersport
De race werd na 5 ronden stilgelegd vanwege een ongeluk van Sam Lowes. Later werd de race herstart over een lengte van 16 ronden, maar deze werd in de eerste ronde opnieuw stilgelegd vanwege een ongeluk tussen Marko Jerman en Alexander Lundh. Vervolgens werd de race opnieuw herstart over een lengte van 16 ronden. Roberto Tamburini werd gediskwalificeerd omdat zijn motorfiets niet aan de technische reglementen voldeed.
| Pos | Nr  | Rijder            | Constructeur | Rondes | Tijd                | Grid | Punten |
| --- | --- | ----------------- | ------------ | ------ | ------------------- | ---- | ------ |
| 1   | 7   | Chaz Davies       | Yamaha       | 16     | 26:37.029           | 6    | 25     |
| 2   | 99  | Fabien Foret      | Honda        | 16     | +7.236              | 4    | 20     |
| 3   | 23  | Broc Parkes       | Kawasaki     | 16     | +8.084              | 3    | 16     |
| 4   | 127 | Robbin Harms      | Honda        | 16     | +8.191              | 9    | 13     |
| 5   | 44  | David Salom       | Kawasaki     | 16     | +9.122              | 7    | 11     |
| 6   | 55  | Massimo Roccoli   | Kawasaki     | 16     | +9.222              | 10   | 10     |
| 7   | 77  | James Ellison     | Honda        | 16     | +14.616             | 12   | 9      |
| 8   | 117 | Miguel Praia      | Honda        | 16     | +32.623             | 14   | 8      |
| 9   | 60  | Vladimir Ivanov   | Honda        | 16     | +40.668             | 16   | 7      |
| 10  | 38  | Balázs Németh     | Honda        | 16     | +40.727             | 24   | 6      |
| 11  | 10  | Imre Tóth         | Honda        | 16     | +41.439             | 23   | 5      |
| 12  | 28  | Paweł Szkopek     | Honda        | 16     | +54.039             | 22   | 4      |
| 13  | 8   | Bastien Chesaux   | Honda        | 16     | +56.749             | 25   | 3      |
| 14  | 91  | Danilo Dell'Omo   | Triumph      | 16     | +57.345             | 21   | 2      |
| 15  | 95  | Robert Mureșan    | Honda        | 16     | +1:03.893           | 28   | 1      |
| 16  | 4   | Gino Rea          | Honda        | 16     | +1:14.746           | 11   |        |
| 17  | 33  | Yves Polzer       | Yamaha       | 16     | +1:15.031           | 29   |        |
| 18  | 19  | Mitchell Pirotta  | Honda        | 16     | +1:24.870           | 30   |        |
| DNF | 57  | Kervin Bos        | Yamaha       | 14     | Uitgevallen         | 19   |        |
| DNF | 31  | Vittorio Iannuzzo | Kawasaki     | 11     | Ongeluk             | 15   |        |
| DNF | 53  | Jos van der Aa    | Yamaha       | 11     | Ongeluk             | 20   |        |
| DNF | 21  | Florian Marino    | Honda        | 8      | Uitgevallen         | 5    |        |
| DNF | 9   | Luca Scassa       | Yamaha       | 7      | Ongeluk             | 1    |        |
| DNF | 87  | Luca Marconi      | Yamaha       | 7      | Ongeluk             | 27   |        |
| DNF | 34  | Ronan Quarmby     | Triumph      | 4      | Uitgevallen         | 17   |        |
| DNF | 69  | Ondřej Ježek      | Honda        | 1      | Ongeluk             | 18   |        |
| DNS | 5   | Alexander Lundh   | Honda        | 0      | Ongeluk in race 2   | 13   |        |
| DNS | 25  | Marko Jerman      | Triumph      | 0      | Ongeluk in race 2   | 26   |        |
| DNS | 11  | Sam Lowes         | Honda        | 0      | Ongeluk in race 1   | 2    |        |
| DSQ | 22  | Roberto Tamburini | Yamaha       | 16     | Gediskwalificeerd   | 8    |        |
| DNQ | 73  | Oleg Pozdneev     | Yamaha       | 0      | Niet gekwalificeerd |      |        |
| DNQ | 24  | Eduard Blokhin    | Yamaha       | 0      | Niet gekwalificeerd |      |        |

## Tussenstanden na wedstrijd

### Superbike
| Pos | Nr | Rijder         | Team    | Punten |
| --- | -- | -------------- | ------- | ------ |
| 1   | 7  | Carlos Checa   | Ducati  | 132    |
| 2   | 1  | Max Biaggi     | Aprilia | 89     |
| 3   | 33 | Marco Melandri | Yamaha  | 85     |
| 4   | 4  | Jonathan Rea   | Honda   | 79     |
| 5   | 91 | Leon Haslam    | BMW     | 68     |

### Supersport
| Pos | Nr  | Rijder       | Team     | Punten |
| --- | --- | ------------ | -------- | ------ |
| 1   | 9   | Luca Scassa  | Yamaha   | 50     |
| 2   | 23  | Broc Parkes  | Kawasaki | 47     |
| 3   | 7   | Chaz Davies  | Yamaha   | 45     |
| 4   | 127 | Robbin Harms | Honda    | 37     |
| 5   | 44  | David Salom  | Kawasaki | 34     |

1992 · 1993 · 1994 · 1995 · 1996 · 1997 · 1998 · 1999 · 2000 · 2001 · 2002 · 2003 · 2004 · 2005 · 2006 · 2007 · 2008 · 2009 · 2010 · 2011 · 2012 · 2013 · 2014 · 2015 · 2016 · 2017 · 2018 · 2019 · 2021 · 2022 · 2023 · 2024 · 2025